# Nicola van Houbraken

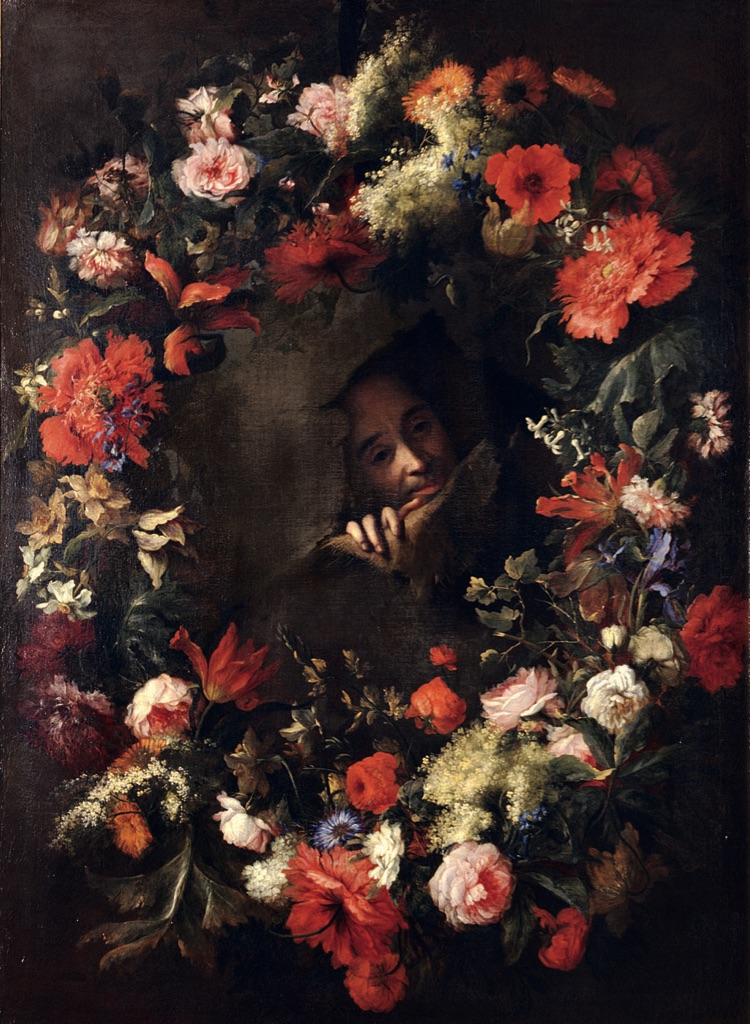
Autoritratto, c. 1720

Nicola van Houbraken (Messina, 1668 – Pisa, 1733) è stato un pittore italiano.

## Biografia
Nicola van Houbraken o Niccolino van Houbraken da Messina (Vanderbrach, Van Bubranchen, Wan-ou-bru-ken) era figlio di Ettore van Houbraken e nipote di Giovanni van Houbraken, pittori fiamminghi di Anversa.
In seguito alla rivolta antispagnola di Messina del 1674 ripara con tutta la famiglia a Livorno.
Pittore naturalista, sue numerose nature morte di carattere soprattutto vegetale, con fiori, frutta, erbe e raramente anche animali.

## Opere

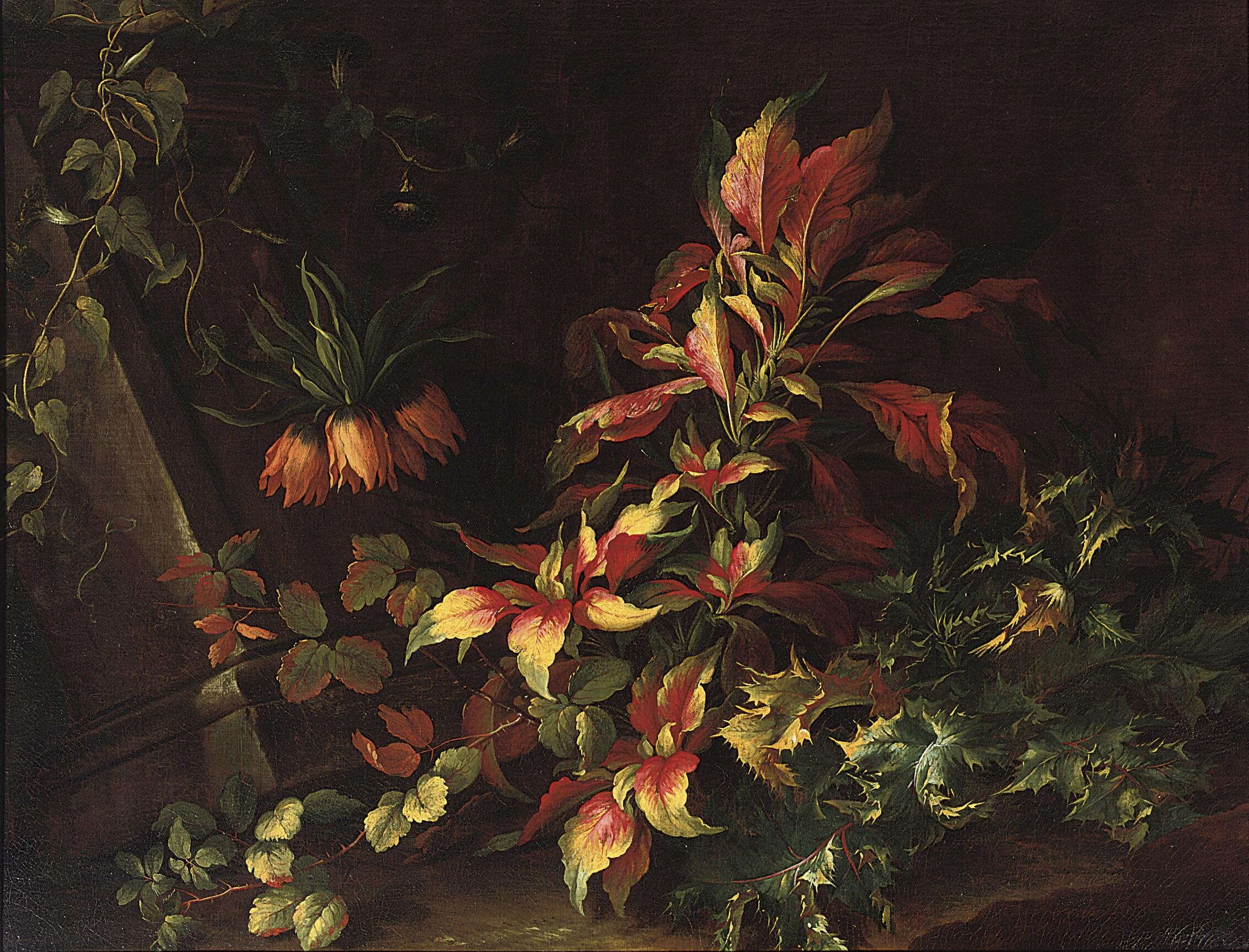
Fondo bosco con fiori e cardi

- 1720, Autoritratto, dipinto, opera custodita nel Corridoio Vasariano della Galleria degli Uffizi di Firenze.
- 1724, Granduca di Toscana, ritratto.[1]
- 1725c., Ghirlanda di fiori con il ritratto del pittore François Rivière, ritratto, opera custodita nella Galleria degli Uffizi di Firenze.
- 1750, Natività del Salvatore, pitture eseguite sulle due porte laterali della chiesa della Santissima Annunziata dei Greci Uniti di Livorno.
- 1750, Adorazione dei Magi, pitture eseguite sulle due porte laterali della chiesa della Santissima Annunziata dei Greci Uniti di Livorno.
- 1750, Apostoli, otto figure per le lunette delle due porte laterali della chiesa della Santissima Annunziata dei Greci Uniti di Livorno.
- XVIII secolo, Natura morta, opera conservata nel gabinetto d'arte privato di Gran Principe Ferdinando II de' Medici costituito in Museo della natura morta nella Villa Medicea di Poggio a Caiano.
- XVIII secolo, Ghirlanda di funghi con mascherone da fontana, ritratto, opera custodita nella Galleria degli Uffizi di Firenze.
- XVIII secolo, Natura morta, opera esposta nella galleria dell'appartamento di Ferdinando II de' Medici di Palazzo Pitti di Firenze.
- XVIII secolo, Nature morte, opere conservate al Museo civico Giovanni Fattori di Livorno.
- XVIII secolo, Sporta, un mazzo di sparagi, carciofi, altri erbaggi con una farfalla.

## Ettore van Houbraken
Ettore van Houbraken (Livorno, † 1723) era figlio di Giovanni van Houbraken e padre di Nicola van Houbraken.
In seguito alla rivolta antispagnola di Messina del 1674 ripara con tutta la famiglia a Livorno.
Le sue opere sono spesso confuse con quelle del padre Giovanni van Houbraken.
- XVIII secolo, ?, opere documentate nella chiesa del monastero delle Stimmate di San Francesco di Messina.